# Cogent Communications
Cogent Communications est un opérateur de télécommunications multinational américain dont le réseau s'étend sur plus de 85 000 kilomètres et dessert plus de 135 clients dans plus de 26 pays. Cogent achemine environ 20 pétaoctets[réf. souhaitée] de trafic Internet par jour et a des connexions avec environ 4 000 réseaux. Cogent a évolué pour devenir le deuxième plus gros véhiculeur de trafic Internet[réf. souhaitée] (en termes de volume) avec environ 17 % du trafic Internet mondial transitant par son réseau
L'AS174 de Cogent a l'un des plus hauts degrés de connectivité à l'internet,.

## Historique des acquisitions
Cogent fut fondé en 1999 lorsque la croissance de l'industrie Internet était à son sommet. En trois ans, Cogent a racheté 13 autres transporteurs, payant 14 millions de dollars en capitaux pour une valeur de 60 millions, incluant 4 millions en biens (propriétés, équipements...)
- septembre 2001, achat des actifs de NetRail
- février 2002, achat de Allied Riser
- avril 2002, Building Access Agreements avec OnSite Access
- avril 2002, achat des principaux actifs aux États-Unis de PSINet
- septembre 2002, achat des principaux actifs de FiberCity Networks
- février 2003, achat de Fiber Network Solutions
- mai 2003, achat d'actifs Applied Theory
- janvier 2004, achat de LambdaNet France & Espagne
- mars 2004, rachat de réseau et d'équipement de fibre optique de l'opérateur allemand Carrier1
- septembre 2004, achat de Global Access
- octobre 2004, achat de Aleron Broadband
- décembre 2004, achat de NTT/Verio Dedicated Access Business in U.S.

## Actionnaires
Liste des principaux actionnaires au 17 novembre 2019.
| Tremblant Capital          | 10,1% |
| The Vanguard Group,        | 9,81% |
| David Schaeffer            | 9,42% |
| Peninsula Capital Advisors | 8,12% |
| Renaissance Technologies   | 7,72% |
| Sarbit Advisory Services   | 6,01% |
| SCP III                    | 4,18% |
| BlackRock Fund Advisors    | 3,07% |
| Dimensional Fund Advisors  | 2,88% |
| Artisan Partners           | 2,85% |

## Peering
Cogent a été très controversé dans le marché des FAI pour le bas prix de sa bande passante et des controverses publiques à propos de ses liens de peering avec AOL (2003), France Telecom (2006), Level 3 (2005), TeliaSonera (mars 2008), Sprint Nextel (octobre 2008) et Orange (septembre 2012).
Sprint a déclaré qu'il n'existait aucune entente de peering avec Cogent, et qu'ils avaient rompu les connexions résultant d'une période test de peering datant de l'année précédente. Cogent fut prévenu des déconnexions intempestives et Sprint réactiva temporairement les connexions afin de laisser le temps à Cogent de s'arranger pour organiser de nouvelles routes,.
Le 14 mars 2008, après que Cogent a décidé d'arrêter de router les paquets de l'opérateur réseau européen Telia (AS 1299), leurs deux réseaux perdirent leur interconnexion (le trafic ne pouvait plus passer de l'un à l'autre).
Les connexions furent rétablies le 28 mars 2008 à travers des passerelles aux États-Unis et en Europe.
En février 2016, Google décide de ne plus faire de transit en IPv6 avec Cogent.